# Березін Микола Сергійович
Микола Сергійович Березін (нар. 1900, місто Нижній Новгород, тепер Російська Федерація — розстріляний 29 липня 1938, місто Москва, Російська Федерація) — радянський державний і партійний діяч, відповідальний секретар Закаспійського обласного комітету КП(б) Туркестану, 1-й заступник голови правління Державного банку СРСР. Член Центральної контрольної комісії ВКП(б) у 1930—1934 роках. Член Комісії партійного контролю при ЦК ВКП(б) у 1934—1937 роках. Доктор економічних наук.

## Життєпис
Народився в 1900 році (за іншими даними — 11 листопада 1899 року) в родині підрядника лісової біржі. Закінчив трикласне міське училище в місті Арзамасі. З 1915 року — член нелегального учнівського гуртка. У 1916—1917 роках давав приватні уроки, організатор соціал-демократичних гуртків.
Член РСДРП(б) з квітня 1917 року.
У 1917 році закінчив реальне училище в Арзамасі. У 1917 році — студент юридичного факультету Московського університету, виконував доручення Хамовницького районного комітету РСДРП(б) в Арзамасі.
У січні — квітні 1918 року — комісар Арзамаського повітового казначейства Нижньогородської губернії, організатор біржі праці і каси страхового товариства робітників у Арзамасі.
У квітні — вересні 1918 року — секретар Арзамаського міського комітету РКП(б) Нижньогородської губернії.
У вересні 1918 — лютому 1919 року — голова Арзамаського повітового комітету РКП(б) Нижньогородської губернії, член редакційної колегії газети «Молот».
У лютому 1919 — квітні 1920 року — начальник відділу культурно-просвітницької роботи та начальник партійної школи політичного відділу І-ї армії РСЧА Східного фронту.
У квітні — серпні 1920 року — заступник начальника політичного відділу І-ї армії РСЧА Туркестанського фронту, начальник політичного відділу району залізниці.
9 вересня 1920 — 24 листопада 1921 року — член Революційної військової ради Туркестанського фронту. Одночасно, 9 вересня 1920 — 27 січня 1921 року — в.о. члена Революційної військової ради 1-ї армії Туркестанського фронту РСЧА.
28 жовтня 1920 — січень 1921 року — відповідальний секретар Закаспійського обласного комітету КП(б) Туркестану в місті Полторацьку.
У травні — листопаді 1921 року — член Революційної військової ради штабу Ферганської армійської групи РСЧА.
З 9 жовтня по 29 листопада 1921 року — завідувач відділу управління. З 10 жовтня 1921 року — 2-й заступник голови обласного революційного комітету Ферганської області.
У листопаді 1921 — квітні 1922 року — в резерві штабу Туркестанського фронту.
1 квітня — листопад 1922 року — член Революційної військової ради і начальник політичного відділу штабу Бухарської армійської групи РСЧА на Басмацькому фронті.
У листопаді 1922 — серпні 1923 року — заступник начальника політичного відділу Окремої Кавказької армії РСЧА в місті Тифлісі.
У серпні 1923 — жовтні 1924 року — комісар, помічник начальника із політичної частини навчального відділу Управління Військово-повітряних сил РСЧА і слухач економічного відділення Інституту червоної професури в Москві.
У жовтні 1924 — липні 1926 року — слухач економічного відділення Інституту червоної професури в Москві.
У липні 1926 — листопаді 1927 року — викладач Інституту червоної професури і курсів марксизму в Москві.
У листопаді 1927 — грудні 1929 року — старший інспектор Центральної контрольної комісії при ЦК ВКП(б) — Народного комісаріату робітничо-селянської інспекції СРСР; викладач і завідувач кафедри Інституту червоної професури та курсів марксизму в Москві. Перебував шість місяців у відрядженні в Німеччині.
У грудні 1929 — листопаді 1930 року — старший інспектор Центральної контрольної комісії при ЦК ВКП(б) — Народного комісаріату робітничо-селянської інспекції СРСР; завідувач кафедри Інституту червоної професури, викладач курсів марксизму в Москві, завідувач економічного відділу редакції газети «Правда».
У листопаді 1930 — серпні 1933 року — заступник начальника Політичного управління Всесоюзного об'єднання цивільного повітряного флоту при Раді праці і оборони СРСР. У серпні 1933 — лютому 1934 року — заступник начальника і начальник  Політичного управління Всесоюзного об'єднання цивільного повітряного флоту при Раді праці і оборони СРСР — заступник начальника Аерофлоту СРСР.
У лютому 1934 — квітні 1936 року — заступник керівника військово-морської групи Комісії партійного контролю при ЦК ВКП(б).
У квітні — липні 1936 року — уповноважений Комісії партійного контролю при ЦК ВКП(б) по Далекосхідному краю.
У липні 1936 — 13 травня 1937 року — 1-й заступник голови правління Державного банку СРСР.
З липня 1937 року — в резерві РСЧА.
21 листопада 1937 року заарештований органами НКВС. Засуджений Воєнною колегією Верховного суду СРСР 29 липня 1938 року до страти, розстріляний того ж дня. Похований на полігоні «Комунарка» біля Москви.
4 квітня 1956 року реабілітований, 1 червня 1956 року посмертно відновлений у партії.

## Нагороди
- орден Леніна (17.08.1933) — «за виняткові заслуги в області політроботи в цивільному повітряному флоті і з підготовки кадрів у ньому»
- орден Червоного Прапора
- золотий знак відзнаки «Червоного Місяця» 1-го ступеня Бухарської НСР